# Məlikumudlu
Məlikumudlu è un comune dell'Azerbaigian situato nel distretto di Zərdab.